# Ragazza magica
Ragazza magica è un singolo del cantautore italiano Jovanotti, pubblicato il 27 maggio 2016 come sesto estratto dal tredicesimo album in studio Lorenzo 2015 CC..

## Video musicale
Il video è stato reso disponibile il 1º giugno attraverso il canale YouTube del cantante e mostra scene dello stesso Jovanotti che si esibisce durante i concerti alternate con altre di gente che balla, si abbraccia, sorride.

## Classifiche

### Classifiche settimanali
| Classifica (2016) | Posizione massima |
| ----------------- | ----------------- |
| Italia            | 25                |

### Classifiche di fine anno
| Classifica (2016) | Posizione |
| ----------------- | --------- |
| Italia            | 89        |